# Syrovátka
Syrovátka är en ort i Tjeckien. Den ligger i den centrala delen av landet, 90 km öster om huvudstaden Prag. Syrovátka ligger 251 meter över havet och antalet invånare är 382.
Terrängen runt Syrovátka är platt.Runt Syrovátka är det ganska tätbefolkat, med 116 invånare per kvadratkilometer. Närmaste större samhälle är Hradec Králové, 13,5 km öster om Syrovátka. Trakten runt Syrovátka består till största delen av jordbruksmark.